# Cirrhilabrus sanguineus
Cirrhilabrus sanguineus Cornic, 1987 è un pesce d'acqua salata appartenente alla famiglia Labridae.

## Habitat e Distribuzione
Proviene dalle barriere coralline delle Mauritius, nell'oceano Indiano. Vive nelle zone ricche di detriti a profondità che variano dai 40 ai 60 m.

## Descrizione
Presenta un corpo leggermente compresso lateralmente, allungato e non molto alto, con la testa abbastanza arrotondata. Non supera i 6,7 cm.
La livrea è abbastanza sgargiante, prevalentemente rossa od arancione, più intensa sulla testa, con delle ampie macchie irregolari violacee, azzurre o verdastre al centro del corpo. Nei maschi adulti le pinne sono striate di azzurro. La pinna caudale nei giovani ha il margine arrotondato, mentre negli adulti i raggi centrali sono decisamente più allungati di quelli esterni.

## Biologia
Sconosciuta, ma le sue abitudini sono molto probabilmente simili a quelle delle altre specie del genere Cirrhilabrus.

## Conservazione
Questa specie è ancora decisamente poco studiata, ma non sembra essere minacciata da particolari pericoli, quindi viene classificata come "a rischio minimo" (LC) dalla lista rossa IUCN.